# Lorenzo Normante
Lorenzo Normante y Carcavilla (Berdún, province de Huesca, 1759 - Madrid, 1813) était un juriste, économiste, enseignant, journaliste, traducteur et haut fonctionnaire espagnol. Il fut le premier dans son pays à enseigner l’économie civile et les sciences commerciales.
Enfant précoce, il étudia la philosophie, le droit canon et la jurisprudence dans les universités de Huesca et de Saragosse, où il obtint le titre de docteur, puis intégra en 1779 la Real Academia Jurídico-Práctica, occupa en 1782 un poste d’avocat aux Conseils royaux, et fut admis dans le collège des avocats de Saragosse. Entre-temps, il était entré en relation avec les cercles éclairés qui avaient fondé en 1776 la Société économique aragonaise des amis du pays. Cette société, dont Normante se fera l’un des sociétaires les plus actifs, fonda en 1784 à Saragosse une chaire d’enseignement en économie civile et commerce, dont Normante devint le premier titulaire. Cette chaire, la première du genre en Espagne, se caractérisait par son inspiration génovésienne et fut créée sur le moule de ce qui avait été fait à Naples 30 ans auparavant ; un autre trait saillant de cette chaire était son caractère officiel, tombant en effet bientôt sous la tutelle directe du secrétariat d’État, en l’espèce du comte de Floridablanca. La chaire d’économie fera de la Société aragonaise des amis du pays un important foyer de réflexion et de diffusion de la pensée politico-économique du XVIIIe siècle, notamment par la publication de traductions d’auteurs étrangers ; Normante lui-même fit paraître trois ouvrages, dont, significativement, une traduction/adaptation du célèbre Essai de J.-F. Melon.
Selon Normante, dont les idées provenaient en majeure partie de textes néomercantilistes venus de France, le but que doit poursuivre l’économie politique est le dépassement de la société à trois états, pour arriver à la constitution d’une société plus égalitaire ; l’objectif de la science économique est la gestion appropriée des finances publiques, notamment par une fiscalité unifiée et par la proscription des dévaluations frauduleuses. Dans le secteur agricole, il préconise d’introduire des réformes visant à amenuiser les inégalités au regard de la propriété foncière ; concernant l’artisanat et le commerce, où ses positions étaient tributaires de la physiocratie française, il plaidait pour une protection des fabricants face aux corporations, et pour la dérégulation de celles-ci. Il appelait par ailleurs au développement des voies de communication, à la suppression des douanes intérieures, à l’unification des poids et mesures et de la monnaie, et à l’introduction du papier-monnaie.
Les remaniements — omissions et ajouts — auxquels Normante se laissa aller dans sa « traduction » de Melon sont  symptomatiques de son mode de pensée. Ses adjonctions reflétant un désaccord avec Melon sont peu nombreuses, mais particulièrement significatives pour ce qui a trait à la monnaie et aux finances publiques, Normante s’opposant, au contraire de Melon, à la politique de dévaluation des monnaies. Ses suppressions frappent les passages de l’Essai qui véhiculent un jugement négatif sur l’Espagne, en particulier sur la question coloniale, tandis que d’autres omissions semblent liées à une forme d’autocensure, notamment face aux allusions réitérées que fait Melon aux qualités des gouvernements « républicains ». Normante s’autorisa de l’œuvre de Melon pour suggérer des réformes qu’il serait à ses yeux opportun d’entreprendre en Espagne, comme la liberté du commerce intérieur et la suppression des douanes dans les territoires jouissant du régime des fors.
Les milieux traditionalistes (ecclésiastiques, corporations, foralistes) lui feront subir un véritable harcèlement, qui bridera son activité et se répercutera sur sa santé, même si ni l’Inquisition, ni le Conseil de Castille ne donneront suite à une dénonciation déposée contre lui par un capucin. En novembre 1801, à la suite de sa désignation comme fonctionnaire du secrétariat d’État et du Cabinet universel du ministère des Finances, il élut domicile à Madrid.

## Formation et activité
Né en 1759 à Berdún, bourg de campagne dans la province de Huesca, Lorenzo Normante s’était dans ses jeunes années orienté vers l’étude du droit et de la philosophie, faisant alors montre d’une remarquable précocité intellectuelle, puisqu’il obtint plusieurs titres universitaires entre 1775 et 1781 ; en effet, après avoir suivi pendant huit ans des études supérieures à la faculté de philosophie, de droit civil et de droit canon de l’université royale et pontificale de Saragosse, puis à la même faculté de l’université sertorienne de Huesca, il s’était doté, dès l’âge de 15 ans, du titre de licencié en Lois de l’université de Saragosse, et à 20 ans d’un diplôme de jurisprudence canonique à Huesca. 
En 1779, il devint membre de l’Académie royale jurídico-pratique de Saragosse, intervenant désormais dans toutes sortes de causes judiciaires et de procès, et en fut nommé secrétaire en 1781. Il combina cette activité avec une fonction d’enseignement à l'université au titre de professeur de révision en jurisprudence civile et canonique. En 1781, il se fit également sociétaire de la Real Sociedad Económica Aragonesa de Amigos del País (littér. Société royale économique aragonaise des amis du pays) , dont il fut nommé, au bout de seulement trois mois, secrétaire en second. Principal foyer des Lumières dans les trois provinces aragonaises, cette institution fut pionnière en Espagne dans le domaine de la modernisation des programmes d’enseignement, en particulier en ce qui concerne les sciences sociales. 
Entre février et juin 1781, il décrocha tour à tour une licence et un doctorat en législation civile et en législation canonique à l’université de Saragosse. Plus précisément, il obtint son doctorat en législation civile à l’issue d’une soutenance, se prolongeant sur une matinée et un après-midi, d’une thèse intitulée Sistema para erigir hospitales (littér. Système pour ériger des hôpitaux), où, à côté d’autres questions politico-économiques, il argua qu’il fallait affecter à cette mission de création hospitalière les recettes ecclésiastiques. Ce texte est symptomatique de son alignement sur les idées des Lumières, plus particulièrement de ses liens avec la fraction de ce mouvement préconisant que l’Église fût requise de consacrer davantage de ressources à des objectifs de politique sociale tendant à améliorer les conditions matérielles de la population nécessiteuse. En janvier 1783, Lorenzo Normante annonça qu’il s’en allait vivre dans le bourg d’Ayerbe, dans sa province natale de Huesca, cependant quelques mois plus tard, il présenta un mémoire sur la méthode et sur la doctrine qu’il convenait selon lui de mettre en œuvre dans les disciplines de l’économie et du commerce, et se vit peu après confier la mission de mettre au point la liste des cours en géographie commerciale.
Durant toute cette période et dans les années suivantes jusqu’en 1801, il bénéficia de plusieurs nominations officielles dans diverses institutions ; toutefois c’est à la Sociedad económica de Amigos del País qu’il se dévouera le plus, association ilustrado (éclairée) dont il se fera l’un des sociétaires les plus actifs, passant pour un expert en matière d’arts et métiers et intervenant dans le fonctionnement interne des cours d’agriculture, d’artisanat et de commerce. En 1786, il fut l’un des auteurs du rapport remis au Conseil de Castille au sujet des voies et moyens à employer pour assurer la pérennité des Sociedades económicas de los Amigos del País, et alla en 1787 faire partie de la Junta Universal de Escuelas (littér. Commission universelle des écoles) et alla siéger dans les jurys d’examens annuels et dans les commissions d’attribution des prix d’excellence. À partir de 1793, il fut chargé, avec d’autres, de rédiger les nouvelles concernant l’Aragon pour le compte du périodique El Correo mercantil de España y sus Indias.
Le 16 novembre 1801, il fut désigné fonctionnaire du secrétariat d’État et du Cabinet universel de la Real Hacienda (ministère des Finances). Il élit alors domicile dans la capitale Madrid, et fera, au lendemain de l’invasion française, serment d’allégeance à José Bonaparte.

## Œuvre d’enseignant
Il fut projeté de mettre sur pied au sein de la Sociedad Económica de Amigos del País de Saragosse un centre d’études sur l’économie et le commerce, projet qui reçut en septembre de 1784 l’homologation royale. Durant les années 1780, la Société des amis du pays fonda ainsi, en plus de la chaire d’économie, également une chaire de droit public et une autre de philosophie morale. La chaire d’économie civile et de commerce, la première de ce genre en Espagne, se caractérisait par son inspiration génovésienne, la Société aragonaise ayant en effet tenté d’en faire l’équivalent de ce que Bartolomeo Intieri avait réalisé trente ans auparavant dans la Naples de Charles de Bourbon. D’autre part, la chaire se signalait par son caractère officiel — bien que créée à l’initiative de la Société aragonaise, son administration et ses programmes d’enseignement étaient placés sous le contrôle du secrétariat d’État, dirigé à l’époque par le puissant comte de Floridablanca —, et par son caractère expérimental, le gouvernement des Bourbons ayant autorisé cette première expérience d’enseignement des idées économiques dans le but éventuel de l’étendre ensuite à toutes les autres Sociétés économiques d’Espagne.
La Sociedad Económica chargea Normante de préparer les cours de la nouvelle école, que celui-ci plaça dans la droite ligne des meilleurs auteurs italiens, français et anglais. Le centre fut inauguré le 24 octobre 1784, Normante se voyant attribuer la chaire d’économie civile et de commerce, qui était la première en date en Espagne à dispenser ces études d’une manière réglementée, au long de quatre cours ; au moment où débuta ce cursus, Normante n’était âgé que de 25 ans. Le système pédagogique appliqué consistait à mettre au débat un certain nombre de thèmes connus et préalablement choisis ; c’est ce qui ressort des documents publiés, où ne se trouve quasiment aucun apport original, mais seulement des prises de position sur tel ou tel auteur. Le contenu des cours du nouveau centre d’études était axé sur des sujets d’ordre administrativo-économique, s’accordant par là avec la principale préoccupation du groupe d’ilustrados centralistes alors actifs à Saragosse.
La fondation de la chaire d’économie allait faire de la Société aragonaise des amis du pays un important foyer de réflexion et de diffusion de la pensée politico-économique de l’époque. Au long de la décennie 1780, plusieurs de ses membres traduisirent des textes d’auteurs tels que Condillac, Filangieri, Mun, Griselini, Cazeau ou Carli, principalement à des fins d’enseignement. Du point de vue doctrinal, la principale autorité de la chaire était sans conteste Antonio Genovesi, dont l’un des membres de la Société, V. de Villaba, traduira en espagnol au cours des années 1784-1786 les Lezioni di commercio o sia d'economia civile, traduction publiée entre 1785 et 1786.
Normante quant à lui fit paraître, dans les trois premières années d’existence de ladite chaire, et dans un même souci pédagogique, trois ouvrages, dont les deux premiers s’inspirent clairement de Genovesi, — l’un sur l’utilité des connaissances économiques et politiques, et le second, guide de lecture bref et synthétique des principaux chapitres économiques des Lezioni, contenant en outre des propositions en matière d’économie civile et de commerce étudiées et discutées par les étudiants —, et le troisième, intitulé El Espíritu del Señor Melon, exposant les idées en économie politique de Jean-François Melon, et témoignant de l’intérêt de Normante pour l’Essai Politique sur le Commerce de cet auteur,.

## Pensée économique
Un examen des enseignements dispensés dans le Centre d’études permet de déterminer de quels auteurs et courants économiques Normante a subi l’influence. De façon générale, dans son système doctrinal politique et économique, le but que doit poursuivre l’économie politique est le dépassement de la société à trois états, pour arriver à la constitution d’une société plus égalitaire, la société tout entière devant être considérée comme constitutive de la richesse essentielle de la nation. Dès lors, il y a lieu de prendre des décisions propres à favoriser sa croissance et à réorienter sa force de travail vers des buts utiles, en récompensant ceux qui se distinguent, et en détectant et dirigeant ses facultés au profit de l’État. Normante n’était pas opposé à la monarchie comme institution suprême de l’État, mais exigeait d’elle qu’elle mène l’économie à bon port, en contrepartie de quoi la nation octroyerait au roi les moyens de son fastueux train de vie. Un autre objectif de la science économique consiste dans la gestion appropriée des finances publiques, notamment par la contribution unique et par la proscription des dévaluations frauduleuses de la monnaie. Normante expose également les moyens de perpétuer et perfectionner les secteurs productifs, le commerce extérieur et la « foi publique », de préparer les générations futures à vivre en paix, en considération de ce que selon lui le confort et la tranquillité des peuples sont plus propices à leur progrès que les victoires dans les batailles. Cet ensemble d’idées provenait en majeure partie de textes néomercantilistes venus de France et critiques de l’obsolète politique de Louis XIV.
En ce qui touche à l’agriculture en tant qu’activité économique la plus importante, Normante était redevable notamment aux arguments agraristes de Campomanes et de Jovellanos, tandis qu’en ce qui concerne l’artisanat et le commerce, ses positions sont tributaires de la physiocratie française. Dans le secteur agricole, il préconise d’introduire des réformes visant à amenuiser les inégalités au regard de la propriété foncière, à réguler l’impôt, à créer les conditions d’une libre circulation des propriétés, à réduire les privilèges de l’élevage, et à faire alterner les cultures avec les pâturages artificiels, en vue d’un développement équilibré entre activité culturale et élevage. Ses travaux sur l’agriculture remontent à 1781, lorsqu’il devint membre de la Junta de Brazos Agrícolas (littér. Comité des bras agricoles), qui œuvrait pour la régulation des journées de travail des laboureurs. Dans les années suivantes, il procéda à des essais sur le grès cérame, écrivit sur le carthame, effectua des analyses botaniques, étudia des propositions d’irrigation, dressa l’inventaire des cédules royales sur les plantations, fit un compte rendu de l’ouvrage Elementos de agricultura de Diego de Carballo y Sampayo, et évalua l’utilité d’une batteuse à céréales importée de France en 1801.
Pour ce qui est du secteur secondaire, Normante plaide pour une protection des fabricants face aux corporations, et pour la dérégulation de celles-ci, en permettant à ce secteur de se développer en totale liberté au gré de la demande et en abolissant les taxations locales dites alcabalas. Les contributions et mémoires de Normante dans le domaine artisanal et industriel avaient débuté en 1782. On note en particulier les travaux qu’il réalisa en collaboration avec d’autres sociétaires entre 1784 et 1786 à propos de l’opportunité d’organiser divers aides et appuis aux producteurs de soie, qui manquaient de matière première par suite de mauvaises récoltes. Adhérant aux objectifs de réforme et de libéralisation que comportait le Plan Gremial gouvernemental rendu public en 1784, il rédigea dans les années suivantes une série de rapports traitant des corporations de maçons, de teinturiers et d’apprentis tailleurs, et aida plusieurs artisans à améliorer leurs techniques dans la production de vernis, de chapeaux, de flanelle et de laine, et d’encres et de couleurs pour l’imprimerie. 
Dans le domaine du commerce, il accepta d’accomplir, à côté de ses tâches d’enseignement, des missions ponctuelles, comme p. ex. préparer un résumé du livre le Négoce d’Amsterdam (de 1723) du commerçant français Jean-Pierre Ricard. Pour les besoins du commerce, il plaida en faveur d’une extension des voies de communication, de la suppression des douanes intérieures, de l’unification des poids et mesures et de la monnaie, de l’introduction du papier-monnaie, et du maintien du monopole du commerce avec l’Amérique hispanique, rejetant la théorie libre-échangiste d’Adam Smith, qu’il qualifia de non viable tant qu’elle ne s’appliquerait pas simultanément dans l’ensemble des pays européens.

### La «traduction» d’Essai politique sur le commercede J.-F. Melon

Essai politique sur le commerce, couverture de la 2e édition augmentée (1736).

L’Essai politique sur le commerce de Jean-François Melon, qui avait été publié en 1734, connut un succès immédiat et durable et eut une seconde édition, publiée en 1736, où sept chapitres s’étaient ajoutés aux dix-huit de la précédente. Durant quinze ans, c’est le texte économique le plus influent en Europe, et il restera abondamment consulté et cité tout au long du siècle. L’ouvrage, l’un des premiers traités systématiques d’économie politique publiés au cours du XVIIIe siècle, avait été conçu comme un projet politique et économique original de paix et d’équilibre pour l’ensemble des nations européennes. Il eut une importance décisive dans plusieurs des centres européens qui contribuaient à faire de l’économie politique l’une des sciences majeures des Lumières.
Cependant, à l’époque où Normante entreprit sa traduction/adaptation, Melon était devenu un auteur marginal, voire oublié chez les auteurs espagnols des Lumières, sauf en ce qui concerne ses idées sur le luxe. Si Normante est venu à lui néanmoins, c’est vraisemblablement par le biais des Lezioni de Genovesi, celui-ci en effet, conscient de sa dette envers Melon, citait son Essai à plusieurs reprises en termes très favorables. De fait, l’explication de ce choix doit être recherchée dans le royaume des Deux-Siciles, plus précisément dans les activités d’enseignement développées dans le cadre des cursus d’économie politique à Naples, Palerme et Catane, où l’Essai de Melon connaissait alors un regain d’intérêt à la suite de la traduction effectuée à Naples par Francesco Longano.
Normante justifie les caractéristiques de sa version espagnole de Melon dans son Avertissement placé en tête du livre. Son propos n’était pas en effet de donner une traduction complète et rigoureuse, dans le style académique, mais une version de type manuel, analyse ou résumé, dans le but d’en faciliter la compréhension par ses étudiants. Normante envisageait de faire de son El Espíritu del Señor Melon le premier volume destiné à prendre place dans une future collection d’ouvrages d’économie politique espagnols et étrangers, dans le but d’en favoriser la diffusion. Le principal objectif de sa traduction consiste à « propager dans la mesure du possible les connaissances politico-économiques », tout en les expurgeant des « innovations dangereuses ou inutiles avec lesquelles on [a coutume] de les présenter aux ignorants ». Cette affirmation n’a rien de gratuit : elle se rapporte sans doute au climat extrêmement hostile qui entoura, en 1784, la création de la chaire d’économie, notamment venant des groupes sociaux qui regardaient avec méfiance les réformes éclairées. D’autre part, Normante déclare que l’enracinement de l’Essai dans la réalité française constitue un grand atout pour être accepté en Espagne, dans la mesure où il se rapporte à « un État dont les caractéristiques sont tout à fait analogues aux nôtres ». De même, il considère que son contenu politique ne pose aucun problème, en tant qu’il respecte « les droits des souverains et des vassaux ». 
Bien que présentée par son auteur comme fidèle à l’original, cette version est toutefois bien loin de l’être. D’une part, elle est considérablement plus réduite, le concept à la base d’El Espíritu del Señor Melon n’étant pas celui de la traduction à proprement parler, mais celui de la synthèse ou du résumé. D’autre part, sur le plan du contenu, la version espagnole apparaît amputée, Normante ayant éliminé, sans d’ailleurs en faire état, de nombreuses idées du texte original, et comporte en outre de nombreux ajouts venant s’insérer subrepticement dans la version espagnole comme s’il s’agissait de passages du texte original.
Les omissions concernent une grande part du riche catalogue d’exemples dressé par Melon, ce qui réduit sensiblement la qualité de la version de Normante. Dans d’autres cas, ces omissions semblent liées à une forme d’autocensure obéissant à des motifs religieux ou politiques, Normante ayant décidé d’écarter de sa version les positions les plus radicales de Melon en faveur de « l’esprit de commerce » et son approche réaliste et variée des différentes formes de gouvernement ; en effet, les allusions réitérées de Melon aux qualités des gouvernements « républicains », parfois ouvertement opposés aux gouvernements « monarchiques », n’apparaissent guère dans la version espagnole. La perspective nationaliste dans laquelle Normante élabora sa version le porta à supprimer tous les passages de l’Essai véhiculant un jugement négatif sur l’Espagne, en particulier en ce qui concerne la question coloniale. Les amputations de Normante frappent plusieurs autres idées économiques présentes dans l’ouvrage de Melon et sont particulièrement nombreuses dans les chapitres sur la monnaie, l’emprunt public et les finances de l’État.
De la même manière, les passages ajoutés par Normante sont très significatifs des objectifs qu’il poursuivait probablement. Une bonne partie d’entre eux visent à montrer son accord avec Melon et à fournir la preuve que les idées de celui-ci avaient déjà été appliquées en Espagne, ce qui revient à prendre la défense du programme de réformes économiques et sociales mis en œuvre par les différents gouvernements de Charles III. Normante met particulièrement en valeur l’amélioration du réseau routier espagnol, le programme de libre commerce des grains lancé par la loi (la Pragmática) de 1765, la politique d’encouragement à la diffusion des connaissances « utiles », les mesures de la Banque de Saint-Charles, la lutte contre les monopoles industriels et l’oisiveté, le régime des compagnies à charte, et les mesures favorisant un usage modéré du luxe. Mais à d’autres moments, Normante s’approprie les idées de Melon pour suggérer des réformes qu’il serait à ses yeux opportun d’entreprendre en Espagne, comme lorsqu’il plaide pour la liberté du commerce intérieur et pour la suppression des douanes dans les territoires jouissant du régime des fors (fueros), c’est-à-dire le Pays basque et la Navarre, ou qu’il recommande la mise en place de prix maximum pour l’exportation des céréales.
Par comparaison, les adjonctions de Normante traduisant ses dissensions avec Melon sont beaucoup moins nombreuses, mais particulièrement significatives pour ce qui a trait à la monnaie et aux finances publiques. Normante était opposé à la politique de dévaluation des monnaies – que ce soit en diminuant leur poids ou leur qualité, ou en augmentant leur valeur numéraire – pratiquée, en dépit de ses conséquences inflationnistes, dans le but d’obtenir une source supplémentaire de financement et pouvoir ainsi faire face aux besoins les plus pressants de l’État. Normante tint aussi à se démarquer du plaidoyer fait par Melon en faveur de taxations sur la consommation, en exprimant son hostilité au système fiscal castillan dont les alcabalas étaient jugées par lui « contraires aux progrès de l’industrie ». 
Quant à la question de l’opportunité du luxe, alors que le débat sur l’importance politique et économique du luxe faisait rage en Espagne depuis les années 1760, non seulement Normante soutient les idées modérées de Melon en la matière, mais encore défend l’idée que le « luxe des manufactures ne saurait être préjudiciable » s’il est produit avec des matières premières nationales, se montrant ainsi l’adversaire de la promulgation de lois somptuaires rigoureuses.
Sur le colonialisme espagnol, point à propos duquel Melon s’était montré fort critique, Normante reconnaît que le processus de colonisation espagnol présente certains défauts, non pour les raisons invoquées par Melon, mais à cause de l’inexistence d’un projet politique cohérent prenant en considération le développement économique et démographique des colonies, dont du reste les carences les plus flagrantes avaient déjà été corrigées par les réformes récentes. De la sorte, Normante prend derechef la défense des mesures gouvernementales, en l’espèce celles propres à démanteler le monopole commercial de Cadix (en 1765), à réformer le système douanier du commerce avec l’outre-mer (en 1778), à promouvoir l’industrie et la croissance de la population dans les colonies, etc.
Concernant l’esclavage et le nouveau pacte que Melon proposa entre maîtres et esclaves, Normante fait siennes, avec quelques nuances, les opinions de Melon. En accord avec les propensions humanitaires des Lumières, Normante voudrait voir allégées les conditions de l’esclavage, argumente à propos de l’opportunité de convertir les esclaves d’Amérique en main-d’œuvre salariée, et condamne, à l’instar d’Argumosa, le « commerce direct des nègres » ainsi que leur emploi dans les territoires catholiques.

## Réactions hostiles
La chaire d’économie et, corollairement, la Société économique des amis du pays, étaient âprement critiquées par les fractions les plus traditionalistes de la ville de Saragosse : d’abord le secteur foraliste, à cause de l’acceptation par Normante du centralisme bourbonnien qui compromettait le régime des fueros ; ensuite l’université, pour son ingérence dans ses affaires par la création de chaires fonctionnant en dehors d’elle ; la municipalité, par ses réformes des corporations ; et enfin les milieux ecclésiastiques, qui décelaient dans l’arrivée d’idées en provenance d’autres pays d’Europe un danger potentiel pour leur pouvoir économique et politique. Les attaques fusèrent sur le jeune professeur à partir de 1785, et des brocards versifiés couraient par toute la ville. La campagne culmina début décembre 1786 avec une dénonciation auprès de la Real Audiencia et de l’Inquisition, l’accusant de défendre des propositions parahérétiques telles que la licéité du luxe et de l’usure, ou son affirmation que le célibat des prêtres était préjudiciable à l’État et qu’il était inapproprié d’admettre dans le clergé des hommes de moins de 24 ans. Ces allégations furent jugées irrecevables par une commission spéciale convoquée en 1788 par le Conseil de Castille, au motif qu’en réalité les propositions incriminées ne figuraient même pas dans ses ouvrages. Néanmoins, le dénonciateur, le frère capucin Diego José de Cádiz, le prédicateur réactionnaire le plus célèbre de son époque, qui séjourna à Saragosse jusqu’au 31 décembre 1786, et avait prononcé à l’adresse des gens d’église plusieurs sermons tendant à discréditer la Société économique, réussit, avec ses informateurs, à abaisser le nombre d’élèves inscrits au cours d’économie jusqu’en 1788, à entraver sérieusement le parcours professionnel de Normante, à avoir un effet délétère sur son état de santé, à telle enseigne qu’il dut se porter malade à plusieurs reprises à partir de 1789, et à l’empêcher en pratique de continuer à publier des travaux dans son domaine, en agissant sur le secrétariat d’État, sur lui-même et sur l’Ordre franciscain,.
Tout cela s’exacerba encore après qu’un autre capucin, Jerónimo José de Cabra, eut fait paraître en 1787 un long traité théologico-dogmatique dont le premier tome avait pour but de réfuter, chapitre par chapitre, les idées de Melon resp. de Normante. Sa forme de pensée étant fondamentalement anti-économique, il ne se livre à aucune discussion de fond sur les sujets abordés par El Espiritu del Señor Melon et n’entend même pas le faire. Le livre de Cabra, convoquant tous les clichés de la littérature anti-Lumières et réactionnaire, est sous-tendu par une rigidité religieuse extrême et par l’opposition résolue de son auteur à ce que le pouvoir temporel puisse « mettre au pas la religion et l’Église » et supplanter le droit divin. La cible principale des critiques de Cabra est Melon, dont les idées sont taxées de « bizarres, superficielles et étrangères à notre Espagne », mais à travers Melon, c’est l’économie politique en tant que telle qui est visée — ce qui du reste tend à corroborer le rôle indiscutable de cette discipline comme véhicule de la modernisation et des idées de réforme dans l’Espagne du XVIIIe siècle, y compris par delà la sphère strictement économique. Il ressort clairement que le but de ces accusations est de s’en prendre directement aux programmes de modernisation mis en place par les groupes éclairés, notamment à travers l’introduction en Espagne des enseignements d’économie. Cependant, compte tenu de l’aval officiel de ces expériences, ces accusations constituaient dans le même temps une attaque directe contre le gouvernement bourbonien. En outre, elles étaient menées dans un contexte particulier, où dans la décennie 1780 les Lumières espagnoles abordaient, par l’ouverture en leur sein du débat constitutionnel, un tournant politique décisif. 
De fait, en plus du soutien immédiat que Normante reçut de la Société aragonaise des amis du pays, c’est l’appui discret mais effectif de la Cour qui mit un terme en 1788 à la campagne lancée par les religieux. Mais dans le même temps, le gouvernement mit un frein à la généralisation des enseignements d’économie dans les Sociétés économiques et dans les autres régions d’Espagne, encore que l’expérience de Saragosse ait réussi à perdurer.

## Sources
- (es) José Francisco Forniés Casals, « Lorenzo Normante y Carcavilla (dans Diccionario Biográfico Español) », Madrid, Real Academia de la Historia, 2018 (consulté le 15 octobre 2019)
- Jesús Astigarraga, « La dérangeante découverte de l'autre : traductions et adaptations espagnoles de l'Essai politique sur le commerce (1734) de Jean-François Melon », Revue d’histoire moderne & contemporaine, vol. 1, nos 57-1,‎ 2010, p. 91 à 118 (lire en ligne, consulté le 17 octobre 2019)
- (es) Gran Enciclopedia Aragonesa, « Normante y Carcavilla, Lorenzo », Saragosse, El Périódico de Aragón (consulté le 18 octobre 2019)